# «Сибсельмаш» в сезоне 2012/2013
Сибсельмаш в сезоне 2012—2013 — статистика выступлений и деятельность клуба в Суперлиге чемпионата России по хоккею с мячом в сезоне 2012/2013.

## Итоги прошедшего сезона
По итогам сезона в Суперлиге команда «Сибсельмаш» заняла 6-е место, в розыгрыше Кубка России проиграла в четвертьфинале «Динамо-Москва».
По окончании сезона болельщики в ходе интернет-голосования на официальном сайте «Сибсельмаша» выбирали лучшего хоккеиста прошедшего сезона. Победителем стал вратарьАлександр Темников — набрал 480 очковЛучший бомбардир — Андрей Герасимов (31 мяч).

## Хронология событий
- 16 — 26 июля 2012 года команда провела в Бердске первый учебно-тренировочный сбор
- 7 — 16 августа 2012 года команда провела в Швеции второй учебно-тренировочный сбор, где сыграла 2 товарищеские игры: Волга — 4:2 (Маврин (2), Могильников, Герасимов, Миронов), Эребру — 7:1 (Герасимов (2), Голитаров (2), Исалиев, Ган, Могильников).
- 18 — 23 октября 2012 года команда провела в Новокузнецке третий учебно-тренировочный сбор, где сыграла 2 товарищеские игры с Кузбассом — 4:4 (Войтович (2), Потемин, Е.Свиридов) и 3:7 (Исалиев, Шевцов, Герасимов).
- 27 октября 2012 года в рамках Дня болельщика на стадионе «Сибсельмаш», команда провела спарринг со своей молодежной командой — 10:1 (Исалиев (2), Герасимов (2), Тетерин (2), Потемин, Маврин, Войтович, Сычев).
- 29 октября 2012 года состоялась встреча губернатора Новосибирской области Василия Юрченко с руководством и игроками «Сибсельмаша», где губернатор озвучил задачу выступить лучше прошлого сезона[2].
- 30 октября 2012 года клуб ознакомил болельщиков с ценовой политикой на абонементы в сезоне 2012/13: 700 рублей.
- 5 ноября 2012 года в рамках подготовки к чемпионату «Сибсельмаш» провел еще один спарринг с дублем — 12:0 (Герасимов (3), Исалиев (3), Корев (2), Миронов, Вшивков, Войтович, Голитаров).
- 13 декабря 2012 года ХК «Сибсельмаш» и голкипер Сергей Громов расторгли договор по обоюдному согласию.
- 14 марта 2013 г. «Сибсельмаш» завершил сезон проиграв серию в 1/4 финала «Енисею». Итоговый результат в чемпионате России сезона 2012/13 — 6-е место.
- 22 марта 2013 г. По окончании сезона болельщики в ходе интернет-голосования на официальном сайте «Сибсельмаша» выбирали лучшего хоккеиста прошедшего сезона. Победителем стал Андрей Маслов — набрал 812 очков, на втором месте Денис Потёмин — 271 очко, а на третьем — Роман Макаренко — 185[3].

## Трансферная политика

### Пришли
| Поз. | Игрок         | Прежний клуб |
| ---- | ------------- | ------------ |
| Врт  | Роман Гейзель | Кузбасс      |
| Врт  | Андрей Маслов | Мурман       |
| ПЗ   | Денис Корев   | Старт        |
| ПЗ   | Павел Тетерин | Кузбасс      |
| Нап  | Рауан Исалиев | Старт        |

### Ушли
| Поз. | Игрок                | Новый клуб            |
| ---- | -------------------- | --------------------- |
| Врт  | Александр Темников** | Динамо-Казань         |
| Нап  | Николай Мельников    | Зоркий                |
| ПЗ   | Сергей Рогулёв       | тренер «Сибсельмаш-2» |
| Защ  | Сергей Каргаполов    | завершил карьеру      |

* В аренду.

** Из аренды.

## Чемпионат России

### 1 этап

#### 1 тур
| 8 ноября, 2012 отчёт 18:30 MSK | Водник | 8 : 2 ( 4 – 0 ) | Сибсельмаш | стадион «Труд», Архангельск Зрителей: 2 000, снег −2 гр. |

| Отчёт | Отчёт | Отчёт                                        | Отчёт | Отчёт |
| --- | ----- | -------------------------------------------- | ----- | ----- |
| |       |                                              |       |       |
| |       |                                              |       |       |
| |       |                                              |       |       |
| Петровский (Рязанов), 2 Погребной (Гладышев, угл.), 15 Рязанов (Петровский), 29 Калинин (Варлачёв, угл.), 43 Петровский (Козлов), 48 Петровский, 50 Дергаев (Орловский), 59 Дергаев (Калинин, угл.), 79 Незабитый пенальти Дергаев (78)-вратарь |       | Тетерин (Герасимов), 71 Герасимов (пен.), 88 |       |       |
| |       |                                              |       |       |
| |       |                                              |       |       |
| |       |                                              |       |       |
| |       |                                              |       |       |
| |       |                                              |       |       |

| Водник |                       | Сибсельмаш |
| ------ | --------------------- | ---------- |
| 3      | свободные удары       | 3          |
| 7      | угловые               | 6          |
| 40     | Штрафное время (мин.) | 50         |

#### 3 тур
| 13 ноября, 2012 отчёт 19:00 MSK | Динамо (М) | 12 : 3 ( 4 – 1 ) | Сибсельмаш | ЛД «Крылатское», Москва Зрителей: 300 |

| Отчёт | Отчёт | Отчёт                                               | Отчёт | Отчёт |
| --- | ----- | --------------------------------------------------- | ----- | ----- |
| |       |                                                     |       |       |
| |       |                                                     |       |       |
| |       |                                                     |       |       |
| Берлин (Хельмюрс, угл.), 2 Свешников (Хельмюрс), 15 Свешников (Максимов), 35 Чернышёв, 42 Рязанцев (Максимов), 48 Берлин (Максимов), 54 Рязанцев (Чернышёв), 63 Рязанцев (Савельев), 66 Максимов (Шамсутов), 70 Попутников (Берлин), 80 Шамсутов, 85 Свешников (Шамсутов), 89 Незабитый пенальти Рязанцев (80)-мимо |       | Потёмин, 25 Старых (Корев), 57 Старых (Миронов), 72 |       |       |
| |       |                                                     |       |       |
| |       |                                                     |       |       |
| |       |                                                     |       |       |
| |       |                                                     |       |       |
| |       |                                                     |       |       |

| Динамо |                       | Сибсельмаш |
| ------ | --------------------- | ---------- |
| 0      | свободные удары       | 2          |
| 10     | угловые               | 7          |
| 10     | Штрафное время (мин.) | 45         |

#### 4 тур
| 16 ноября, 2012 отчёт 15:00 MSK | Саяны-Хакасия | 4 : 5 ( 3 – 2 ) | Сибсельмаш | стадион «Саяны», Абакан Зрителей: 7 320, ясно −7 гр. |

| Отчёт | Отчёт | Отчёт                                                                                                   | Отчёт | Отчёт |
| --- | ----- | --- | ----- | ----- |
| |       | |       |       |
| |       | |       |       |
| |       | |       |       |
| Бефус, 7 Хилтунен (Чижов, угл.), 29 Бефус, 34 Щеглов (пен.), 89 Незабитый пенальти Хилтунен (33)-вратарь |       | Потёмин (Шевцов), 10 Вшивков (Тетерин), 14 Тетерин, 46 Исалиев (Тетерин), 81 Вшивков (Шевцов, угл.), 86 |       |       |
| |       | |       |       |
| |       | |       |       |
| |       | |       |       |
| |       | |       |       |
| |       | |       |       |

| Саяны |                       | Сибсельмаш |
| ----- | --------------------- | ---------- |
|       | свободные удары       |            |
|       | угловые               |            |
| 35    | Штрафное время (мин.) | 80         |

#### 5 тур
| 19 ноября, 2012 отчёт 15:30MSK | Сибсельмаш | 6 : 3 ( 4 – 3 ) | Кузбасс | стадион «Сибсельмаш», Новосибирск Зрителей: 4 100, снег −2 гр. |

| Отчёт | Отчёт | Отчёт                                                              | Отчёт | Отчёт |
| --- | ----- | ------------------------------------------------------------------ | ----- | ----- |
| |       |                                                                    |       |       |
| |       |                                                                    |       |       |
| |       |                                                                    |       |       |
| Войтович (Потёмин, угл.), 17 Герасимов (пен.), 30 Герасимов (Потёмин, угл.), 40 Маврин (Шевцов, угл.), 44 Исалиев, 51 Герасимов (Войтович), 88 |       | Зубарев (Китьков), 1 Земцов (Антипов), 8 Стасенко (Криушенков), 21 |       |       |
| |       |                                                                    |       |       |
| |       |                                                                    |       |       |
| |       |                                                                    |       |       |
| |       |                                                                    |       |       |
| |       |                                                                    |       |       |

| Сибсельмаш |                       | Кузбасс |
| ---------- | --------------------- | ------- |
| 2          | свободные удары       | 4       |
| 8          | угловые               | 6       |
| 20         | Штрафное время (мин.) | 50      |

#### 7 тур
| 25 ноября, 2012 отчёт 10:00 MSK | Сибсельмаш | 2 : 5 ( 1 – 3 ) | Зоркий | стадион «Сибсельмаш», Новосибирск Зрителей: 3 500, снег −1 гр. |

| Отчёт                                     | Отчёт | Отчёт | Отчёт | Отчёт |
| ----------------------------------------- | ----- | --- | ----- | ----- |
|                                           |       | |       |       |
|                                           |       | |       |       |
|                                           |       | |       |       |
| Герасимов (пен.), 43 Герасимов (пен.), 88 |       | Шардаков, 8 Ишкельдин (Шардаков), 14 Миргазов (Доровских), 36 Нильссон (Доровских), 63 Доровских (Нильссон), 76 |       |       |
|                                           |       | |       |       |
|                                           |       | |       |       |
|                                           |       | |       |       |
|                                           |       | |       |       |
|                                           |       | |       |       |

| Сибсельмаш |                       | Зоркий |
| ---------- | --------------------- | ------ |
| 4          | свободные удары       | 0      |
| 6          | угловые               | 4      |
| 0          | Штрафное время (мин.) | 60     |

#### 8 тур
| 27 ноября, 2012 отчёт 15:30 MSK | Сибсельмаш | 5 : 1 ( 3 – 0 ) | Старт | стадион «Сибсельмаш», Новосибирск, ясно -16 гр. Зрителей: 2 000 |

| Отчёт                                                                                              | Отчёт | Отчёт                         | Отчёт | Отчёт |
| -------------------------------------------------------------------------------------------------- | ----- | ----------------------------- | ----- | ----- |
| |       |                               |       |       |
| |       |                               |       |       |
| |       |                               |       |       |
| Е.Свиридов (Потёмин, угл.), 6 Маврин, 22 Голитаров (Войтович), 27 Герасимов (пен.), 50 Тетерин, 82 |       | Патяшин (Черепанов, угл.), 88 |       |       |
| |       |                               |       |       |
| |       |                               |       |       |
| |       |                               |       |       |
| |       |                               |       |       |
| |       |                               |       |       |

| Сибсельмаш |                       | Старт |
| ---------- | --------------------- | ----- |
| 5          | свободные удары       | 1     |
| 8          | угловые               | 8     |
| 10         | Штрафное время (мин.) | 40    |

#### 9 тур
| 30 ноября, 2012 отчёт MSK | Сибсельмаш | 5 : 1 ( 3 – 0 ) | Волга | стадион «Сибсельмаш», Новосибирск, снег, -18гр. Зрителей: 1 900 |

| Отчёт | Отчёт | Отчёт              | Отчёт | Отчёт |
| --- | ----- | ------------------ | ----- | ----- |
| |       |                    |       |       |
| |       |                    |       |       |
| |       |                    |       |       |
| Е.Свиридов (Потёмин, угл.), 22 Потёмин, 27 Черепанов (автогол), 31 Тетерин (Маврин), 56 Маврин (Ган, угл.), 81 |       | Цыцаров (пен.), 66 |       |       |
| |       |                    |       |       |
| |       |                    |       |       |
| |       |                    |       |       |
| |       |                    |       |       |
| |       |                    |       |       |

| Сибсельмаш |                       | Волга |
| ---------- | --------------------- | ----- |
| 1          | свободные удары       | 5     |
| 7          | угловые               | 4     |
| 70         | Штрафное время (мин.) | 40    |

#### 10 тур
| 3 декабря, 2012 отчёт 14:00MSK | Байкал-Энергия | 2 : 3 ( 1 – 2 ) | Сибсельмаш | стадион «Труд», Иркутск ясно, -16 гр. Зрителей: 5 000 |

| Отчёт                                       | Отчёт | Отчёт                                                            | Отчёт | Отчёт |
| ------------------------------------------- | ----- | ---------------------------------------------------------------- | ----- | ----- |
|                                             |       |                                                                  |       |       |
|                                             |       |                                                                  |       |       |
|                                             |       |                                                                  |       |       |
| Насонов (Ковалёв), 23 Дубовик (Насонов), 60 |       | Герасимов (Шевцов), 22 Герасимов (пен.), 45 Исалиев (Шевцов), 81 |       |       |
|                                             |       |                                                                  |       |       |
|                                             |       |                                                                  |       |       |
|                                             |       |                                                                  |       |       |
|                                             |       |                                                                  |       |       |
|                                             |       |                                                                  |       |       |

| Байкал |                       | Сибсельмаш |
| ------ | --------------------- | ---------- |
| 2      | свободные удары       | 2          |
| 8      | угловые               | 5          |
| 50     | Штрафное время (мин.) | 40         |

#### 11 тур
| 6 декабря, 2012 отчёт 12:00 MSK | СКА-Нефтяник | 1 : 4 ( 1 – 1 ) | Сибсельмаш | стадион «Нефтяник», Хабаровск ясно, -19 гр. Зрителей: 1 150 |

| Отчёт                     | Отчёт | Отчёт                                                     | Отчёт | Отчёт |
| ------------------------- | ----- | --------------------------------------------------------- | ----- | ----- |
|                           |       |                                                           |       |       |
|                           |       |                                                           |       |       |
|                           |       |                                                           |       |       |
| Микельссон (Стариков), 36 |       | Исалиев (Шевцов), 22 Потёмин, 59 Тетерин, 65 Войтович, 84 |       |       |
|                           |       |                                                           |       |       |
|                           |       |                                                           |       |       |
|                           |       |                                                           |       |       |
|                           |       |                                                           |       |       |
|                           |       |                                                           |       |       |

| СКА |                       | Сибсельмаш |
| --- | --------------------- | ---------- |
| 2   | свободные удары       | 2          |
| 11  | угловые               | 5          |
| 15  | Штрафное время (мин.) | 40         |

#### 12 тур
| 9 декабря, 2012 отчёт 09:00MSK | Енисей | 7 : 1 ( 3 – 1 ) | Сибсельмаш | стадион «Енисей», Красноярск ясно, -16 гр. Зрителей: 4 700 |

| Отчёт | Отчёт | Отчёт                | Отчёт | Отчёт |
| --- | ----- | -------------------- | ----- | ----- |
| |       |                      |       |       |
| |       |                      |       |       |
| |       |                      |       |       |
| Швецов, 9 Бондаренко (Ломанов), 24 Викулин, 34 Ломанов (пен.), 59 Толстихин (Хвалько), 62 Бондаренко (Ломанов), 69 Викулин (Ахметзянов, угл.), 76 |       | Маврин (Потёмин), 24 |       |       |
| |       |                      |       |       |
| |       |                      |       |       |
| |       |                      |       |       |
| |       |                      |       |       |
| |       |                      |       |       |

| Енисей |                       | Сибсельмаш |
| ------ | --------------------- | ---------- |
| 0      | свободные удары       | 0          |
| 8      | угловые               | 5          |
| 0      | Штрафное время (мин.) | 0          |

#### 13 тур
| 20 декабря, 2012 отчёт 15:30 MSK | Сибсельмаш | 2 : 2 ( 2 – 1 ) | Родина | стадион «Сибсельмаш», Новосибирск ясно, -26 гр. Зрителей: 1 500 |

| Отчёт                                               | Отчёт | Отчёт                                                                               | Отчёт | Отчёт |
| --------------------------------------------------- | ----- | ----------------------------------------------------------------------------------- | ----- | ----- |
|                                                     |       |                                                                                     |       |       |
|                                                     |       |                                                                                     |       |       |
|                                                     |       |                                                                                     |       |       |
| Герасимов (Потёмин), 3 Герасимов (Шевцов, угл.), 28 |       | Поскрёбышев (Лампинен, угл.), 26 Обухов, 50 Незабитый пенальти Ларионов (7)-вратарь |       |       |
|                                                     |       |                                                                                     |       |       |
|                                                     |       |                                                                                     |       |       |
|                                                     |       |                                                                                     |       |       |
|                                                     |       |                                                                                     |       |       |
|                                                     |       |                                                                                     |       |       |

| Сибсельмаш |                       | Родина |
| ---------- | --------------------- | ------ |
| 4          | свободные удары       | 0      |
| 9          | угловые               | 6      |
| 10         | Штрафное время (мин.) | 10     |

#### 14 тур
| 23 декабря, 2012 отчёт 10:00 MSK | Сибсельмаш | 4 : 2 ( 1 – 2 ) | Уральский трубник | стадион «Сибсельмаш», Новосибирск ясно, -25 гр. Зрителей: 1 400 |

| Отчёт                                                                      | Отчёт | Отчёт                               | Отчёт | Отчёт |
| -------------------------------------------------------------------------- | ----- | ----------------------------------- | ----- | ----- |
|                                                                            |       |                                     |       |       |
|                                                                            |       |                                     |       |       |
|                                                                            |       |                                     |       |       |
| Исалиев, 37 Могильников (Шевцов, угл.), 58 Маврин, 65 Маврин (Тетерин), 69 |       | Воронковский (Игошин), 10 Липин, 23 |       |       |
|                                                                            |       |                                     |       |       |
|                                                                            |       |                                     |       |       |
|                                                                            |       |                                     |       |       |
|                                                                            |       |                                     |       |       |
|                                                                            |       |                                     |       |       |

| Сибсельмаш |                       | УрТрубник |
| ---------- | --------------------- | --------- |
| 5          | свободные удары       | 4         |
| 7          | угловые               | 1         |
| 40         | Штрафное время (мин.) | 50        |

#### 15 тур
| 26 декабря, 2012 отчёт 15:30 MSK | Сибсельмаш | 6 : 2 ( 3 – 0 ) | Динамо-Казань | стадион «Сибсельмаш», Новосибирск ясно, -22 гр. Зрителей: 2 000 |

| Отчёт | Отчёт | Отчёт                                                                            | Отчёт | Отчёт |
| --- | ----- | -------------------------------------------------------------------------------- | ----- | ----- |
| |       |                                                                                  |       |       |
| |       |                                                                                  |       |       |
| |       |                                                                                  |       |       |
| Тетерин, 5 Вшивков (Шевцов), 37 Герасимов (Миронов), 39 Исалиев, 47 Герасимов (пен.), 87 Исалиев (Тетерин), 90 |       | Лаакконен (Шабуров, св.), 57 Лаакконен, 60 Незабитый пенальти Щеглов (9)-вратарь |       |       |
| |       |                                                                                  |       |       |
| |       |                                                                                  |       |       |
| |       |                                                                                  |       |       |
| |       |                                                                                  |       |       |
| |       |                                                                                  |       |       |

| Сибсельмаш |                       | Динамо |
| ---------- | --------------------- | ------ |
| 4          | свободные удары       | 3      |
| 5          | угловые               | 2      |
| 50         | Штрафное время (мин.) | 60     |

#### 16 тур
| 4 января, 2013 отчёт 13:00MSK | Динамо-Казань | 3 : 2 ( 0 – 1 ) | Сибсельмаш | стадион «Ракета», Казань снег, -3 гр. Зрителей: 1 000 |

| Отчёт                                                                  | Отчёт | Отчёт                                       | Отчёт | Отчёт |
| ---------------------------------------------------------------------- | ----- | ------------------------------------------- | ----- | ----- |
|                                                                        |       |                                             |       |       |
|                                                                        |       |                                             |       |       |
|                                                                        |       |                                             |       |       |
| Чермных (Шабуров), 50 Радюшин (Щеглов), 65 Лаакконен (Франц, угл.), 39 |       | Шевцов (Войтович), 38 Вшивков (Потёмин), 61 |       |       |
|                                                                        |       |                                             |       |       |
|                                                                        |       |                                             |       |       |
|                                                                        |       |                                             |       |       |
|                                                                        |       |                                             |       |       |
|                                                                        |       |                                             |       |       |

| Динамо |                       | Сибсельмаш |
| ------ | --------------------- | ---------- |
| 0      | свободные удары       | 0          |
| 7      | угловые               | 5          |
| 10     | Штрафное время (мин.) | 30         |

#### 17 тур
| 7 января, 2013 отчёт 11:00 MSK | Уральский трубник | 5 : 5 ( 2 – 1 ) | Сибсельмаш | стадион «Уральский трубник», Первоуральск ясно, -11 гр. Зрителей: 2 600 |

| Отчёт | Отчёт | Отчёт | Отчёт | Отчёт |
| --- | ----- | --- | ----- | ----- |
| |       | |       |       |
| |       | |       |       |
| |       | |       |       |
| Разуваев (Пепеляев, угл.), 20 Чучалин (Кислов), 27 Игошин (Сафуллин), 58 Разуваев (Пепеляев, угл.), 61 Разуваев (Пепеляев, угл.), 63 |       | Герасимов (Потёмин), 39 Маврин (Миронов, св.), 51 Шевцов, 54 Герасимов (Шевцов, угл.), 78 Маврин (Старых ), 81 |       |       |
| |       | |       |       |
| |       | |       |       |
| |       | |       |       |
| |       | |       |       |
| |       | |       |       |

| УрТруб |                       | Сибсельмаш |
| ------ | --------------------- | ---------- |
| 1      | свободные удары       | 1          |
| 11     | угловые               | 6          |
| 60     | Штрафное время (мин.) | 60         |

#### 18 тур
| 10 января, 2013 отчёт 19:00 MSK | Родина | 3 : 2 ( 1 – 1 ) | Сибсельмаш | стадион «Родина», Киров пасмурно, -13 гр. Зрителей: 6 000 |

| Отчёт | Отчёт | Отчёт                                            | Отчёт | Отчёт |
| --- | ----- | ------------------------------------------------ | ----- | ----- |
| |       |                                                  |       |       |
| |       |                                                  |       |       |
| |       |                                                  |       |       |
| Слаутин, 44 Ларионов (Лампинен, угл.), 58 Ларионов (Лампинен, угл.), 86 Незабитый пенальти Обухов (11)-мимо |       | Тетерин (Шевцов), 26 Вшивков (Тетерин, угл.), 80 |       |       |
| |       |                                                  |       |       |
| |       |                                                  |       |       |
| |       |                                                  |       |       |
| |       |                                                  |       |       |
| |       |                                                  |       |       |

| Родина |                       | Сибсельмаш |
| ------ | --------------------- | ---------- |
|        | свободные удары       |            |
|        | угловые               |            |
| 50     | Штрафное время (мин.) | 30         |

#### 19 тур
| 13 января, 2013 отчёт 10:00 MSK | Сибсельмаш | 2 : 4 ( 0 – 2 ) | Енисей | стадион «Сибсельмаш», Новосибирск снег, -7 гр.. Зрителей: 3 000 |

| Отчёт                                       | Отчёт | Отчёт                                                                                       | Отчёт | Отчёт |
| ------------------------------------------- | ----- | ------------------------------------------------------------------------------------------- | ----- | ----- |
|                                             |       |                                                                                             |       |       |
|                                             |       |                                                                                             |       |       |
|                                             |       |                                                                                             |       |       |
| Герасимов (Тетерин), 64 Ган (Герасимов), 71 |       | Швецов (Бондаренко), 7 Иванов (Бондаренко), 21 Джусоев (Завидовский), 54 Викулин (пен.), 69 |       |       |
|                                             |       |                                                                                             |       |       |
|                                             |       |                                                                                             |       |       |
|                                             |       |                                                                                             |       |       |
|                                             |       |                                                                                             |       |       |
|                                             |       |                                                                                             |       |       |

| Сибсельмаш |                       | Енисей |
| ---------- | --------------------- | ------ |
| 9          | свободные удары       | 7      |
| 6          | угловые               | 3      |
| 20         | Штрафное время (мин.) | 20     |

#### 20 тур
| 16 января, 2013 отчёт 15:30 MSK | Сибсельмаш | 1 : 0 ( 0 – 0 ) | СКА-Нефтяник | стадион «Сибсельмаш», Новосибирск снег, -11 гр. Зрителей: 2 800 |

| Отчёт         | Отчёт | Отчёт | Отчёт | Отчёт |
| ------------- | ----- | ----- | ----- | ----- |
|               |       |       |       |       |
|               |       |       |       |       |
|               |       |       |       |       |
| Герасимов, 56 |       |       |       |       |
|               |       |       |       |       |
|               |       |       |       |       |
|               |       |       |       |       |
|               |       |       |       |       |
|               |       |       |       |       |

| Сибсельмаш |                       | СКАНефт |
| ---------- | --------------------- | ------- |
| 8          | свободные удары       | 3       |
| 4          | угловые               | 5       |
| 20         | Штрафное время (мин.) | 40      |

#### 21 тур
| 19 января, 2013 отчёт 10:00 MSK | Сибсельмаш | 3 : 3 ( 2 – 1 ) | Байкал-Энергия | стадион «Сибсельмаш», Новосибирск ясно, -18 гр. Зрителей: 2 000 |

| Отчёт                                             | Отчёт | Отчёт                                                                  | Отчёт | Отчёт |
| ------------------------------------------------- | ----- | ---------------------------------------------------------------------- | ----- | ----- |
|                                                   |       |                                                                        |       |       |
|                                                   |       |                                                                        |       |       |
|                                                   |       |                                                                        |       |       |
| Исалиев, 12 Вшивков (Шевцов, угл.), 40 Маврин, 56 |       | Чехутин (Шадрин, угл.), 32 Насонов (пен.), 67 Насонов (Гавриленко), 69 |       |       |
|                                                   |       |                                                                        |       |       |
|                                                   |       |                                                                        |       |       |
|                                                   |       |                                                                        |       |       |
|                                                   |       |                                                                        |       |       |
|                                                   |       |                                                                        |       |       |

| Сибсельмаш |                       | БайЭнер |
| ---------- | --------------------- | ------- |
|            | свободные удары       |         |
|            | угловые               |         |
| 50         | Штрафное время (мин.) | 40      |

#### 22 тур
| 7 февраля, 2013 отчёт 18:00 MSK | Волга | 3 : 5 ( 1 – 0 ) | Сибсельмаш | стадион «Труд», Ульяновск ясно, -1 гр. Зрителей: 3 000 |

| Отчёт                                                                    | Отчёт | Отчёт | Отчёт | Отчёт |
| ------------------------------------------------------------------------ | ----- | --- | ----- | ----- |
|                                                                          |       | |       |       |
|                                                                          |       | |       |       |
|                                                                          |       | |       |       |
| Шебонкин (Леонов), 11 Харитонов (Набиуллин), 49 Волгужев (Загарских), 83 |       | Герасимов (пен.), 48 Исалиев (Тетерин), 53 Корев, 62 Герасимов (Потёмин, угл.), 70 Шевцов (Войтович), 85 Незабитый пенальти Герасимов (78)-вратарь |       |       |
|                                                                          |       | |       |       |
|                                                                          |       | |       |       |
|                                                                          |       | |       |       |
|                                                                          |       | |       |       |
|                                                                          |       | |       |       |

| Волга |                       | Сибсельмаш |
| ----- | --------------------- | ---------- |
| 2     | свободные удары       | 3          |
| 3     | угловые               | 6          |
| 45    | Штрафное время (мин.) | 40         |

#### 23 тур
| 10 февраля, 2013 отчёт 13:00MSK | Старт | 5 : 3 ( 1 – 1 ) | Сибсельмаш | стадион «Старт», Нижний Новгород пасмурно, -3 гр. Зрителей: 2 500 |

| Отчёт                                                                                              | Отчёт | Отчёт                                                                                                 | Отчёт | Отчёт |
| -------------------------------------------------------------------------------------------------- | ----- | --- | ----- | ----- |
| |       | |       |       |
| |       | |       |       |
| |       | |       |       |
| Леденцов (Яковлев, св.), 35 Бедарев, 49 Пьянов (Киселёв), 68 Киселёв, 87 Киселёв (Галяутдинов), 90 |       | Шевцов, 42 Исалиев (Миронов), 54 Герасимов (Тетерин, угл.), 63 Незабитый пенальти Герасимов (26)-мимо |       |       |
| |       | |       |       |
| |       | |       |       |
| |       | |       |       |
| |       | |       |       |
| |       | |       |       |

| Старт |                       | Сибсельмаш |
| ----- | --------------------- | ---------- |
| 2     | свободные удары       | 6          |
| 2     | угловые               | 13         |
| 30    | Штрафное время (мин.) | 30         |

#### 24 тур
| 13 февраля, 2013 отчёт 19:00MSK | Зоркий | 7 : 3 ( 6 – 1 ) | Сибсельмаш | стадион «Зоркий», Красногорск ясно, -1 гр. Зрителей: 1 457 |

| Отчёт | Отчёт | Отчёт                                                       | Отчёт | Отчёт |
| --- | ----- | ----------------------------------------------------------- | ----- | ----- |
| |       |                                                             |       |       |
| |       |                                                             |       |       |
| |       |                                                             |       |       |
| Нильссон (Бурлаков), 6 Ким (Эсплунд), 10 Миргазов (Доровских), 14 Ишкельдин, 16 Ишкельдин (Доровских), 26 Ким, 28 Доровских, 53 |       | Свиридов Е., 15 Исалиев (Корев), 68 Герасимов (Вшивков), 77 |       |       |
| |       |                                                             |       |       |
| |       |                                                             |       |       |
| |       |                                                             |       |       |
| |       |                                                             |       |       |
| |       |                                                             |       |       |

| Зоркий |                       | Сибсельмаш |
| ------ | --------------------- | ---------- |
| 3      | свободные удары       | 4          |
| 6      | угловые               | 9          |
| 20     | Штрафное время (мин.) | 60         |

#### 26 тур
| 18 февраля, 2013 отчёт 15:30 MSK | Кузбасс | 3 : 7 ( 1 – 2 ) | Сибсельмаш | стадион «Химик», Кемерово ясно, -15 гр. Зрителей: 1 500 |

| Отчёт                                                                                  | Отчёт | Отчёт | Отчёт | Отчёт |
| -------------------------------------------------------------------------------------- | ----- | --- | ----- | ----- |
|                                                                                        |       | |       |       |
|                                                                                        |       | |       |       |
|                                                                                        |       | |       |       |
| Земцов, 14 Стасенко, 63 Зубарев (Китьков), 74 Незабитый пенальти Стасенко (35)-вратарь |       | Тетерин, 2 Вшивков (пен.), 45 Маврин (Потёмин), 51 Маврин (Шевцов, угл.), 78 Потемин (Тетерин), 81 Вшивков (Свиридов Е.), 84 Старых (Сычёв), 89 |       |       |
|                                                                                        |       | |       |       |
|                                                                                        |       | |       |       |
|                                                                                        |       | |       |       |
|                                                                                        |       | |       |       |
|                                                                                        |       | |       |       |

| Кузбасс |                       | Сибсельмаш |
| ------- | --------------------- | ---------- |
| 1       | свободные удары       | 1          |
| 7       | угловые               | 10         |
| 40      | Штрафное время (мин.) | 40         |

#### 27 тур
| 21 февраля, 2013 отчёт 15:30 MSK | Сибсельмаш | 5 : 3 ( 3 – 1 ) | Саяны-Хакасия | стадион «Сибсельмаш», Новосибирск ясно, -7 гр. Зрителей: 2 500 |

| Отчёт                                                                                   | Отчёт | Отчёт                                                        | Отчёт | Отчёт |
| --------------------------------------------------------------------------------------- | ----- | ------------------------------------------------------------ | ----- | ----- |
|                                                                                         |       |                                                              |       |       |
|                                                                                         |       |                                                              |       |       |
|                                                                                         |       |                                                              |       |       |
| Вшивков (пен.), 5 Войтович (Герасимов), 34 Вшивков, 42 Исалиев, 67 Тетерин (Шевцов), 80 |       | Садовский (Юсупов), 26 Щеглов (Чижов, угл.), 57 Мансуров, 88 |       |       |
|                                                                                         |       |                                                              |       |       |
|                                                                                         |       |                                                              |       |       |
|                                                                                         |       |                                                              |       |       |
|                                                                                         |       |                                                              |       |       |
|                                                                                         |       |                                                              |       |       |

| Сибсельмаш |                       | СаянХак |
| ---------- | --------------------- | ------- |
| 5          | свободные удары       | 7       |
| 7          | угловые               | 6       |
| 20         | Штрафное время (мин.) | 30      |

#### 28 тур
| 24 февраля, 2013 отчёт 10:00 MSK | Сибсельмаш | 2 : 5 ( 0 – 4 ) | Динамо-Москва | стадион «Сибсельмаш», Новосибирск снег, -8 гр. Зрителей: 3 000 |

| Отчёт                                                                                               | Отчёт | Отчёт                                                                                              | Отчёт | Отчёт |
| --------------------------------------------------------------------------------------------------- | ----- | -------------------------------------------------------------------------------------------------- | ----- | ----- |
| |       | |       |       |
| |       | |       |       |
| |       | |       |       |
| Свиридов Е. (Потёмин, угл.), 52 Герасимов (Шевцов, угл.), 85 Незабитый пенальти Герасимов (14)-мимо |       | Свешников, 8 Максимов (Свешников), 11 Хельмюрс (Шамсутов), 28 Тюкавин, 35 Рязанцев (Свешников), 81 |       |       |
| |       | |       |       |
| |       | |       |       |
| |       | |       |       |
| |       | |       |       |
| |       | |       |       |

| Сибсельмаш |                       | Динамо |
| ---------- | --------------------- | ------ |
| 3          | свободные удары       | 1      |
| 5          | угловые               | 6      |
| 20         | Штрафное время (мин.) | 20     |

#### 30 тур
| 2 марта, 2013 отчёт 10:00 MSK | Сибсельмаш | 5 : 6 ( 4 – 2 ) | Водник | стадион «Сибсельмаш», Новосибирск ясно, -12 гр. Зрителей: 2 000 |

| Отчёт | Отчёт | Отчёт | Отчёт | Отчёт |
| --- | ----- | --- | ----- | ----- |
| |       | |       |       |
| |       | |       |       |
| |       | |       |       |
| Исалиев (Потёмин, св.), 32 Герасимов (Вшивков), 39 Сычёв (Войтович), 40 Герасимов (Вшивков), 44 Свиридов Е. (Потёмин, угл.), 51 |       | Петровский (Дергаев), 4 Дергаев (Клюшанов), 26 Петровский (Антонов), 40 Петровский (Дергаев), 69 Дергаев, 81 Петровский (Погребной), 85 |       |       |
| |       | |       |       |
| |       | |       |       |
| |       | |       |       |
| |       | |       |       |
| |       | |       |       |

| Сибсельмаш |                       | Водник |
| ---------- | --------------------- | ------ |
| 8          | свободные удары       | 4      |
| 6          | угловые               | 8      |
| 10         | Штрафное время (мин.) | 20     |

### Движение команды по турам
| 13 |

| 14 |

| 14 |

| 12 |

| 9 |

| 10 |

| 12 |

| 7 |

| 6 |

| 6 |

| 5 |

| 5 |

| 6 |

| 6 |

| 5 |

| 6 |

| 6 |

| 6 |

| 6 |

| 6 |

| 6 |

| 6 |

| 6 |

| 6 |

| 6 |

| 6 |

| 6 |

| 6 |

| 6 |

| 6 |

| Суперлига | Место в таблице |

| Суперлига | Место в таблице |

### Итоговая таблица чемпионата
| Место | Команда           | И  | В  | Н | П  | М         | Очки |
| ----- | ----------------- | -- | -- | - | -- | --------- | ---- |
| 1     | Зоркий            | 26 | 21 | 1 | 4  | 159 — 91  | 64   |
| 2     | Динамо-Москва     | 26 | 21 | 1 | 4  | 182 — 113 | 64   |
| 3     | Енисей            | 26 | 18 | 5 | 3  | 144—76    | 59   |
| 4     | Динамо-Казань     | 26 | 16 | 3 | 7  | 134 — 118 | 51   |
| 5     | Родина            | 26 | 14 | 2 | 10 | 108 — 105 | 44   |
| 6     | Сибсельмаш        | 26 | 12 | 3 | 11 | 93 — 100  | 39   |
| 7     | Байкал-Энергия    | 26 | 10 | 7 | 9  | 112 — 97  | 37   |
| 8     | СКА-Нефтяник      | 26 | 10 | 3 | 13 | 101 — 105 | 33   |
| 9     | Старт             | 26 | 9  | 2 | 15 | 101 — 138 | 29   |
| 10    | Кузбасс           | 26 | 8  | 1 | 17 | 111 — 117 | 25   |
| 11    | Водник            | 26 | 7  | 3 | 16 | 106 — 136 | 24   |
| 12    | Волга             | 26 | 7  | 2 | 17 | 90 — 142  | 23   |
| 13    | Саяны-Хакасия     | 26 | 6  | 2 | 18 | 81 — 126  | 20   |
| 14    | Уральский трубник | 26 | 4  | 3 | 19 | 85 — 147  | 15   |

### Плей-офф

#### 1/8 финала
| 5 марта, 2013 18:30 MSK                   | \| Водник \| 2 : 2 (1:2) Отчёт \| Сибсельмаш \| \| Дергаев (пен.) 13' Дергаев (Гладышев) 63' \| Голы \| Вшивков (Шевцов) 31' Вшивков (Тетерин, угл.) 45' \| | стадион «Труд» Архангельск ясно, -18 гр Зрителей: 3 700 Судья: Н.Юкляевских (Екатеринбург) |
| Водник                                    | 2 : 2 (1:2) Отчёт | Сибсельмаш                                                                                 |
| Дергаев (пен.) 13' Дергаев (Гладышев) 63' | Голы | Вшивков (Шевцов) 31' Вшивков (Тетерин, угл.) 45'                                           |

| Водник |                       | Сибсельмаш |
| ------ | --------------------- | ---------- |
| 2      | свободные удары       | 2          |
| 2      | угловые               | 6          |
| 20     | Штрафное время (мин.) | 65         |

| 8 марта, 2013 10:00 MSK | \| Сибсельмаш \| 8 : 1 (2:1) Отчёт \| Водник \| \| Маврин (Тетерин, угл.) 17' Маврин (Войтович) 42' Потёмин (Тетерин) 49' Корев 61' Исалиев 68' Вшивков (Потёмин) 79' Войтович (Тетерин, угл.) 82' Герасимов 86' \| Голы \| Дергаев (пен.) 10' \| | стадион «Сибсельмаш» Новосибирск, пасмурно, -13 гр. Зрителей: 1 500 Судья: Игорь Иванов (Нижний Новгород) |
| Сибсельмаш | 8 : 1 (2:1) Отчёт | Водник |
| Маврин (Тетерин, угл.) 17' Маврин (Войтович) 42' Потёмин (Тетерин) 49' Корев 61' Исалиев 68' Вшивков (Потёмин) 79' Войтович (Тетерин, угл.) 82' Герасимов 86' | Голы | Дергаев (пен.) 10'                                                                                        |

| Сибсельмаш |                       | Водник |
| ---------- | --------------------- | ------ |
| 3          | свободные удары       | 1      |
| 10         | угловые               | 3      |
| 30         | Штрафное время (мин.) | 60     |

#### 1/4 финала
| 11 марта, 2013 15:30 MSK                                    | \| Сибсельмаш \| 3 : 3 (3:1) Отчёт \| Енисей \| \| Маврин 5' Войтович (Потёмин) 11' Маврин (Тетерин, угл.) 36' \| Голы \| Викулин (пен.) 14' Бондаренко 68' Джусоев 74' \| | стадион «Сибсельмаш» Новосибирск, ясно, -10 гр. Зрителей: 2 500 Судья: Вячеслав Курбанов (Абакан) |
| Сибсельмаш                                                  | 3 : 3 (3:1) Отчёт | Енисей                                                                                            |
| Маврин 5' Войтович (Потёмин) 11' Маврин (Тетерин, угл.) 36' | Голы | Викулин (пен.) 14' Бондаренко 68' Джусоев 74'                                                     |

| Сибсельмаш |                       | Енисей |
| ---------- | --------------------- | ------ |
| 4          | свободные удары       | 3      |
| 2          | угловые               | 3      |
| 10         | Штрафное время (мин.) | 10     |

| 14 марта, 2013 15:00MSK                                                  | \| Енисей \| 4 : 1 (2:1) Отчёт \| Сибсельмаш \| \| Ломанов (пен.) 7' Викулин 26' Джусоев (Нагуляк) 54' Джусоев (Швецов) 68' \| Голы \| Маврин (Потёмин, угл.) 43' Незабитый пенальти Вшивков (17)-вратарь \| | стадион «Енисей» Красноярск, снег, 2 гр. Зрителей: 7 000 Судья: Евгений Тютюков (Горно-Алтайск) |
| Енисей                                                                   | 4 : 1 (2:1) Отчёт | Сибсельмаш                                                                                      |
| Ломанов (пен.) 7' Викулин 26' Джусоев (Нагуляк) 54' Джусоев (Швецов) 68' | Голы | Маврин (Потёмин, угл.) 43' Незабитый пенальти Вшивков (17)-вратарь                              |

| Енисей |                       | Сибсельмаш |
| ------ | --------------------- | ---------- |
| 0      | свободные удары       | 2          |
| 8      | угловые               | 8          |
| 50     | Штрафное время (мин.) | 60         |

## Кубок России

### Групповой турнир
| 25 августа, 2012 года отчёт 12:30 MSK | Сибсельмаш | 5 : 7 ( 2 – 3 ) | Енисей | Губернский центр спорта, Кемерово Зрителей: 300 |

| Отчёт                                                                         | Отчёт | Отчёт | Отчёт | Отчёт |
| ----------------------------------------------------------------------------- | ----- | --- | ----- | ----- |
|                                                                               |       | |       |       |
|                                                                               |       | |       |       |
|                                                                               |       | |       |       |
| Маврин (2) Анисимов (27) Маврин (67, угл.) Свиридов (80, угл.) Герасимов (89) |       | Садовский (13, 30, 34) Бондаренко (59, пен.) Джусоев (72) Бондаренко (79, пен., 88) Незабитый пенальти Викулин (4-вратарь) |       |       |
|                                                                               |       | |       |       |
|                                                                               |       | |       |       |
|                                                                               |       | |       |       |
|                                                                               |       | |       |       |
|                                                                               |       | |       |       |

| 26 августа, 2012 года отчёт 14:30 MSK | Саяны-Хакасия | 4 : 2 ( 1 – 0 ) | Сибсельмаш | Губернский центр спорта, Кемерово Зрителей: 300 |

| Отчёт                                                  | Отчёт | Отчёт                          | Отчёт | Отчёт |
| ------------------------------------------------------ | ----- | ------------------------------ | ----- | ----- |
|                                                        |       |                                |       |       |
|                                                        |       |                                |       |       |
|                                                        |       |                                |       |       |
| Хилтунен (20-пен.) Лабун (47) Лихачёв (52) Юсупов (76) |       | Сычёв (60, угл.) Войтович (78) |       |       |
|                                                        |       |                                |       |       |
|                                                        |       |                                |       |       |
|                                                        |       |                                |       |       |
|                                                        |       |                                |       |       |
|                                                        |       |                                |       |       |

| 30 сентября, 2012 года отчёт 11:00MSK | Сибсельмаш | 0 : 3 ( 0 – 2 ) | Байкал-Энергия | Губернский центр спорта, Кемерово Зрителей: 250 |

| Отчёт | Отчёт | Отчёт                                       | Отчёт | Отчёт |
| ----- | ----- | ------------------------------------------- | ----- | ----- |
|       |       |                                             |       |       |
|       |       |                                             |       |       |
|       |       |                                             |       |       |
|       |       | Насонов (9) Егорычев (29-пен.) Насонов (87) |       |       |
|       |       |                                             |       |       |
|       |       |                                             |       |       |
|       |       |                                             |       |       |
|       |       |                                             |       |       |
|       |       |                                             |       |       |

| 1 октября, 2012 года отчёт 12:00MSK | СКА-Нефтяник | 4 : 2 ( 3 – 1 ) | Сибсельмаш | Губернский центр спорта, Кемерово Зрителей: 200 |

| Отчёт                                                                                            | Отчёт | Отчёт                | Отчёт | Отчёт |
| ------------------------------------------------------------------------------------------------ | ----- | -------------------- | ----- | ----- |
|                                                                                                  |       |                      |       |       |
|                                                                                                  |       |                      |       |       |
|                                                                                                  |       |                      |       |       |
| Почкунов (14) Хольмберг (26) Микельссон (28) Почкунов (73) Незабитый пенальти Вдовенко (70-мимо) |       | Маврин (15, 64-пен.) |       |       |
|                                                                                                  |       |                      |       |       |
|                                                                                                  |       |                      |       |       |
|                                                                                                  |       |                      |       |       |
|                                                                                                  |       |                      |       |       |
|                                                                                                  |       |                      |       |       |

| 3 октября, 2012 года отчёт 09:00MSK | Сибсельмаш | 6 : 6 ( 3 – 2 ) | Уральский трубник | Губернский центр спорта, Кемерово Зрителей: 200 |

| Отчёт | Отчёт | Отчёт                                                                                 | Отчёт | Отчёт |
| --- | ----- | ------------------------------------------------------------------------------------- | ----- | ----- |
| |       |                                                                                       |       |       |
| |       |                                                                                       |       |       |
| |       |                                                                                       |       |       |
| Потёмин (30) Голитаров (34) Исалиев (34) Вшивков (72) Тетерин (85) Ган (87) Незабитый пенальти Вшивков (37-мимо) |       | Сустретов (10) Сафуллин (24) Воронковский (51) Игошин (54, 82-угл.) Комаров (88-угл.) |       |       |
| |       |                                                                                       |       |       |
| |       |                                                                                       |       |       |
| |       |                                                                                       |       |       |
| |       |                                                                                       |       |       |
| |       |                                                                                       |       |       |

| 5 октября, 2012 года отчёт 09:00MSK | Кузбасс | 5 : 5 ( 2 – 1 ) | Сибсельмаш | Губернский центр спорта, Кемерово Зрителей: 300 |

| Отчёт                                                         | Отчёт | Отчёт | Отчёт | Отчёт |
| ------------------------------------------------------------- | ----- | --- | ----- | ----- |
|                                                               |       | |       |       |
|                                                               |       | |       |       |
|                                                               |       | |       |       |
| Земцов (15-угл.) Китьков (38, 47) Василенко (59) Антипов (71) |       | Шевцов (43-пен.) Голитаров (53-угл.) Маврин (55) Исалиев (74) Герасимов (89) Незабитый пенальти Маврин (34-мимо) |       |       |
|                                                               |       | |       |       |
|                                                               |       | |       |       |
|                                                               |       | |       |       |
|                                                               |       | |       |       |
|                                                               |       | |       |       |

| Место | Команда           | И | В | Н | П | М     | Очки |
| ----- | ----------------- | - | - | - | - | ----- | ---- |
| 1     | Байкал-Энергия    | 6 | 5 | 0 | 1 | 34-20 | 15   |
| 2     | Енисей            | 6 | 5 | 0 | 1 | 42-19 | 15   |
| 3     | СКА-Нефтяник      | 6 | 3 | 0 | 3 | 26-29 | 9    |
| 4     | Уральский трубник | 6 | 2 | 1 | 3 | 27-38 | 7    |
| 5     | Кузбасс           | 6 | 2 | 1 | 3 | 31-31 | 6    |
| 6     | Саяны-Хакасия     | 6 | 2 | 0 | 4 | 23-37 | 6    |
| 7     | Сибсельмаш        | 6 | 0 | 2 | 4 | 20-29 | 2    |

## Чемпионский кубок Эдсбюна

### Группа А
| 13 сентября, 2012 отчёт 21:15 MSK | Эдсбюн | 5 : 3 ( 3 – 1 ) | Сибсельмаш | «Дина Арена», Эдсбюн Зрителей: 250 |

| Отчёт                                                               | Отчёт | Отчёт                              | Отчёт | Отчёт |
| ------------------------------------------------------------------- | ----- | ---------------------------------- | ----- | ----- |
|                                                                     |       |                                    |       |       |
|                                                                     |       |                                    |       |       |
|                                                                     |       |                                    |       |       |
| Хаммарстрем (21-угл.) Ферсон (30) Янсон (39) Хаммарстрем (87, 90+3) |       | Герасимов (5) Маврин (65, 69-угл.) |       |       |
|                                                                     |       |                                    |       |       |
|                                                                     |       |                                    |       |       |
|                                                                     |       |                                    |       |       |
|                                                                     |       |                                    |       |       |
|                                                                     |       |                                    |       |       |

| 14 сентября, 2012 отчёт 17:30 MSK | Сибсельмаш | 6 : 5 ( 3 – 1 ) | Юсдаль | «Дина Арена», Эдсбюн Зрителей: 200 |

| Отчёт                                                                  | Отчёт | Отчёт                                                      | Отчёт | Отчёт |
| ---------------------------------------------------------------------- | ----- | ---------------------------------------------------------- | ----- | ----- |
|                                                                        |       |                                                            |       |       |
|                                                                        |       |                                                            |       |       |
|                                                                        |       |                                                            |       |       |
| Маврин (1) Ган (17) Вшивков (34) Миронов (57) Маврин (68) Тетерин (80) |       | Ставис (39) Бьёрклунд (50) Йонссон (52) Бьёрклунд (64, 72) |       |       |
|                                                                        |       |                                                            |       |       |
|                                                                        |       |                                                            |       |       |
|                                                                        |       |                                                            |       |       |
|                                                                        |       |                                                            |       |       |
|                                                                        |       |                                                            |       |       |

| 15 сентября, 2012 отчёт 13:00 MSK | Сибсельмаш | 6 : 12 ( 2 – 3 ) | Динамо (М) | «Дина Арена», Эдсбюн Зрителей: 108 |

| Отчёт                                                                                     | Отчёт | Отчёт | Отчёт | Отчёт |
| ----------------------------------------------------------------------------------------- | ----- | --- | ----- | ----- |
|                                                                                           |       | |       |       |
|                                                                                           |       | |       |       |
|                                                                                           |       | |       |       |
| Маврин (15-угл.) Исалиев (19) Вшивков (46) Шевцов (63) Герасимов (71) Вшивков (90+3-пен.) |       | Моссберг (4-угл.) Тюкавин (11-угл.) Максимов (36, 50-угл.) Свешников (53) Моссберг (59) Хельмюрс (66-угл.) Рязанцев (67, 70 - оба-пен.) Максимов (78) Чернышев (86, 90+1) Нереализованный пенальти: Тюкавин, 44 (вратарь); Рязанцев, 88 (вратарь). |       |       |
|                                                                                           |       | |       |       |
|                                                                                           |       | |       |       |
|                                                                                           |       | |       |       |
|                                                                                           |       | |       |       |
|                                                                                           |       | |       |       |

| Место | Команда    | И | В | Н | П | Мячи    | Очки |
| ----- | ---------- | - | - | - | - | ------- | ---- |
| 1     | Эдсбюн     | 3 | 3 | 0 | 0 | 20 — 9  | 9    |
| 2     | Динамо (М) | 3 | 2 | 0 | 1 | 29 — 15 | 6    |
| 3     | Сибсельмаш | 2 | 1 | 0 | 2 | 15 — 22 | 3    |
| 4     | Юсдаль     | 3 | 0 | 0 | 3 | 7 — 25  | 0    |

### Матч за 5-е место
| 16 сентября, 2012 отчёт 13:30 MSK | Сибсельмаш | 8 : 5 ( 3 – 0 ) | Сириус | «Дина Арена», Эдсбюн Зрителей: 200 |

| Отчёт | Отчёт | Отчёт                                                            | Отчёт | Отчёт |
| --- | ----- | ---------------------------------------------------------------- | ----- | ----- |
| |       |                                                                  |       |       |
| |       |                                                                  |       |       |
| |       |                                                                  |       |       |
| Свиридов (14-угл.) Ган (17) Могильников (23-угл.) Герасимов (56) Ган (63-угл.) Герасимов (65) Вшивков (78-пен.) Маврин(84) |       | Йоханссон (55) Майборн (59-угл., 62) Йоханссон (65) Майборн (89) |       |       |
| |       |                                                                  |       |       |
| |       |                                                                  |       |       |
| |       |                                                                  |       |       |
| |       |                                                                  |       |       |
| |       |                                                                  |       |       |

## Состав с начала сезона
| №  | Имя                | Поз | И  | Г   | П  | Очки | Штраф (мин) | Примечание           |
| -- | ------------------ | --- | -- | --- | -- | ---- | ----------- | -------------------- |
| 1  | Роман Гейзель      | Врт | 5  | -32 | 0  | 0    | 0           |                      |
| 30 | Евгений Тололо     | Врт | 1  | -3  | 0  | 0    | 0           | дозаявлен 12.01.2013 |
| 35 | Андрей Маслов      | Врт | 18 | -47 | 0  | 0    | 0           |                      |
| 96 | Сергей Наумов      | Врт | 13 | -27 | 0  | 0    | 0           |                      |
| 99 | Сергей Громов      | Врт | 0  | 0   | 0  | 0    | 0           | ушёл 13.12.2012      |
| 3  | Никита Юрлов       | Защ | 25 | 0   | 0  | 0    | 100         |                      |
| 4  | Евгений Свиридов   | Защ | 28 | 5   | 1  | 6    | 110         |                      |
| 5  | Андрей Могильников | Защ | 30 | 1   | 0  | 1    | 140         |                      |
| 23 | Роман Макаренко    | Защ | 30 | 0   | 0  | 0    | 190         |                      |
| 6  | Денис Корев        | ПЗ  | 30 | 2   | 2  | 4    | 40          |                      |
| 9  | Игорь Войтович     | ПЗ  | 27 | 5   | 6  | 11   | 5           |                      |
| 14 | Игорь Сычёв        | ПЗ  | 24 | 1   | 1  | 2    | 90          |                      |
| 17 | Артём Вшивков      | ПЗ  | 27 | 13  | 3  | 16   | 40          |                      |
| 19 | Алексей Голитаров  | ПЗ  | 7  | 1   | 0  | 1    | 10          |                      |
| 20 | Павел Тетерин      | ПЗ  | 29 | 9   | 14 | 23   | 10          |                      |
| 21 | Фёдор Миронов      | ПЗ  | 23 | 0   | 4  | 4    | 120         |                      |
| 25 | Никита Шубин       | ПЗ  | 1  | 0   | 0  | 0    | 0           | дозаявлен 20.02.2013 |
| 61 | Денис Потёмин      | ПЗ  | 30 | 5   | 17 | 22   | 60          |                      |
| 90 | Антон Шевцов       | ПЗ  | 30 | 4   | 16 | 20   | 20          |                      |
| 7  | Рауан Исалиев      | Нап | 25 | 14  | 0  | 14   | 5           |                      |
| 8  | Евгений Маврин     | Нап | 27 | 17  | 1  | 18   | 40          |                      |
| 10 | Сергей Ган         | Нап | 11 | 1   | 1  | 2    | 10          |                      |
| 11 | Анатолий Старых    | Нап | 17 | 3   | 1  | 4    | 0           |                      |
| 88 | Андрей Герасимов   | Нап | 29 | 25  | 3  | 28   | 60          |                      |
| 89 | Павел Анисимов     | Нап | 3  | 0   | 0  | 0    | 0           |                      |

Президент клуба — Сергей Гвоздецкий
Главный тренер — Сергей Фирсов
Тренеры — Андрей Кузнецов, Олег Молодцов, Олег Пшеничный

## Сибсельмаш — 2
Резервисты «Сибсельмаша» выступали в группе № 3 Высшей лиги. Победителем Первенства России среди молодёжных команд Суперлиги стала команда «Сибсельмаш-2». По итогам финального турнира молодежных команд в Новосибирске лучшими игроками признаны:
- Вратарь: Евгений Тололо
- Защитник: Никита Юрлов

### Предварительный этап
| Дата     | Место проведения | Команда противника | Счёт          | Голы Сибсельмаша                                                                                                   |
| -------- | ---------------- | ------------------ | ------------- | --- |
| 27.11.12 | Дома             | Лесохимик          | 20 : 1 (10:1) | Анисимов (5), Н.Свиридов (3), Новецкий (2), Глот (2), Денисов (2), Шляхов, Дружков, Готманов, Веденеев, Дарковский |
| 28.11.12 | Дома             | Лесохимик          | 16 : 1 (10:1) | Шляхов (4), Новецкий (3), Глот (3), Сысоев, Н.Свиридов, Дарковский, Веденеев, Дружков, Копотев                     |
| 01.12.12 | Дома             | Байкал-Энергия-2   | 6 : 1 (2:0)   | Анисимов (4), Н.Свиридов, Ган                                                                                      |
| 02.12.12 | Дома             | Байкал-Энергия-2   | 6 : 2 (3:1)   | Анисимов (3), Таранов, Косякевич (автогол)                                                                         |
| 08.12.12 | В гостях         | Саяны-Хакасия-2    | 3 : 2 (2:1)   | Анисимов, Ган, Дарковский                                                                                          |
| 09.12.12 | В гостях         | Саяны-Хакасия-2    | 4 : 1 (0:1)   | Анисимов (2), Н.Свиридов, Дарковский                                                                               |
| 11.12.12 | В гостях         | Енисей-2           | 3 : 6 (1:3)   | Анисимов (2), Таранов                                                                                              |
| 12.12.12 | В гостях         | Енисей-2           | 4 : 7 (1:5)   | Анисимов (3), Ган                                                                                                  |
| 22.12.12 | В гостях         | Кузбасс-2          | 2 : 10 (1:4)  | Анисимов, Таранов                                                                                                  |
| 23.12.12 | В гостях         | Кузбасс-2          | 6 : 6 (2:3)   | Н.Свиридов (2), Таранов (2), Ган (2)                                                                               |
| 19.01.13 | Дома             | Кузбасс-2          | 5 : 6 (3:4)   | Анисимов (3), Голитаров, Ган                                                                                       |
| 20.01.13 | Дома             | Кузбасс-2          | 3 : 1 (1:1)   | Исалиев (2), Анисимов                                                                                              |
| 02.02.13 | Дома             | Саяны-Хакасия-2    | 4 : 2 (3:2)   | Новецкий (2), Анисимов, Таранов                                                                                    |
| 03.02.13 | Дома             | Саяны-Хакасия-2    | 3 : 2 (1:1)   | Вагин, Анисимов, Петров                                                                                            |
| 06.02.13 | Дома             | Енисей-2           | 11 : 9 (6:1)  | Анисимов (3), Таранов (2), Свиридов (2), Шляхов, Денисов, Голитаров, Дружков                                       |
| 07.02.13 | Дома             | Енисей-2           | 5 : 3 (1:1)   | Таранов, Анисимов, Шляхов, Дарковский, Голитаров                                                                   |
| 12.02.13 | В гостях         | Лесохимик          | 12 : 1 (6:0)  | Анисимов (5), Новецкий (3), Н.Свиридов, Петров, Шляхов, Денисов                                                    |
| 13.02.13 | В гостях         | Лесохимик          | 13 : 4 (4:2)  | Анисимов (4), Н.Свиридов (4), Петров (2), Дарковский, Шляхов, Петров                                               |
| 16.02.13 | В гостях         | Байкал-Энергия-2   | 5 : 4 (3:1)   | |
| 17.02.13 | В гостях         | Байкал-Энергия-2   | 13 : 2 (6:2)  | |

| Место | Команда                      | И  | В  | Н | П  | М        | Очки |
| ----- | ---------------------------- | -- | -- | - | -- | -------- | ---- |
| 1     | Сибсельмаш — 2 (Новосибирск) | 20 | 15 | 1 | 4  | 144 — 71 | 46   |
| 2     | Кузбасс — 2 (Кемерово)       | 20 | 14 | 2 | 4  | 176 — 67 | 44   |
| 3     | Енисей — 2 (Красноярск)      | 20 | 11 | 1 | 8  | 147 — 88 | 34   |
| 4     | Байкал-Энергия — 2 (Иркутск) | 20 | 9  | 1 | 10 | 97 — 113 | 28   |
| 5     | Саяны-Хакасия — 2 (Абакан)   | 20 | 7  | 3 | 10 | 94 —63   | 24   |
| 6     | Лесохимик (Усть-Илимск)      | 20 | 0  | 0 | 20 | 39 — 295 | 0    |

### Финальный этап (Сыктывкар)
| Дата     | Команда противника | Счёт         | Голы Сибсельмаша                      |
| -------- | ------------------ | ------------ | ------------------------------------- |
| 03.03.13 | Универсал          | 5 : 12 (2:4) | Старых (2), Дарковский, Анисимов, Ган |
| 04.03.13 | Строитель          | 4 : 7 (1:3)  | Денисов, Ган, Анисимов, Н.Свиридов    |
| 05.03.13 | Вымпел             | 4 : 7 (1:3)  | Старых, Таранов, Н.Свиридов           |
| 06.03.13 | Знамя-Удмуртия     | 1 : 5 (0:4)  | Новицкий                              |
| 08.03.13 | Восток             | 3 : 7 (2:3)  | Н.Свиридов (2), Анисимов              |
| 09.03.13 | Динамо-Маяк        | 8 : 6 (2:3)  | Анисимов (5), Ган, Свиридов, Старых   |
| 10.03.13 | Мурман             | 2 : 0 (2:0)  | Анисимов (2)                          |

| Место | Команда                      | И | В | Н | П | М       | Очки |
| ----- | ---------------------------- | - | - | - | - | ------- | ---- |
| 1     | Строитель (Сыктывкар)        | 7 | 6 | 1 | 0 | 37 — 13 | 19   |
| 2     | Мурман (Мурманск)            | 7 | 5 | 1 | 1 | 28 — 12 | 16   |
| 3     | Восток (Арсеньев)            | 7 | 5 | 0 | 2 | 30 — 25 | 15   |
| 4     | Универсал (Саратов)          | 7 | 4 | 0 | 3 | 42 — 41 | 12   |
| 5     | Знамя-Удмуртия (Воткинск)    | 7 | 3 | 0 | 4 | 17 — 24 | 9    |
| 6     | Вымпел (Королёв)             | 7 | 2 | 0 | 5 | 25 — 29 | 6    |
| 7     | Сибсельмаш — 2 (Новосибирск) | 7 | 2 | 0 | 5 | 22 — 44 | 6    |
| 8     | Динамо-Маяк (Краснотурьинск) | 7 | 0 | 0 | 7 | 24 — 42 | 0    |

### Финальный турнир среди молодежных команд (Новосибирск)
| Дата     | Команда противника | Счёт        | Голы Сибсельмаша                         |
| -------- | ------------------ | ----------- | ---------------------------------------- |
| 16.03.13 | СКА-Нефтяник — 2   | 6 : 1 (2:1) | Ган (2), Новецкий (2), Н.Свиридов, Шубин |
| 17.03.13 | Волга-СДЮШОР       | 5 : 2 (1:1) | Дарковский (2), Новецкий, Юрлов, Ган     |
| 18.03.13 | Динамо-Маяк — 2    | 5 : 2 (0:2) | Денисов (2), Новецкий (2), Н.Свиридов    |
| 20.03.13 | Кузбасс — 2        | 4 : 2 (2:0) | Ган, Швецов, Новецкий, Денисов           |
| 21.03.13 | Енисей — 2         | 3 : 4 (0:3) | Ган, Н.Свиридов, Новецкий                |

| Место | Команда                          | И | В | Н | П | М       | Очки |
| ----- | -------------------------------- | - | - | - | - | ------- | ---- |
| 1     | Сибсельмаш — 2 (Новосибирск)     | 5 | 4 | 0 | 1 | 23 — 11 | 12   |
| 2     | Кузбасс — 2 (Кемерово)           | 5 | 3 | 1 | 1 | 30 — 11 | 10   |
| 3     | Волга-СДЮШОР (Ульяновск)         | 5 | 3 | 1 | 1 | 30 — 17 | 10   |
| 4     | Енисей — 2 (Красноярск)          | 5 | 3 | 0 | 2 | 26 — 21 | 9    |
| 5     | Динамо-Маяк — 2 (Краснотурьинск) | 5 | 1 | 0 | 4 | 13 — 34 | 3    |
| 6     | СКА-Нефтяник — 2 (Хабаровск)     | 5 | 0 | 0 | 5 | 12 — 40 | 0    |

### Состав Сибсельмаша-2
| Имя                  | Поз          |
| -------------------- | ------------ |
| Владимир Ковалёв     | Вратарь      |
| Игорь Долгополов     | Вратарь      |
| Кирилл Жемчужников   | Вратарь      |
| Евгений Тололо       | Вратарь      |
| Никита Юрлов         | Защитник     |
| Юрий Михеев          | Защитник     |
| Владимир Огородников | Защитник     |
| Игорь Сысоев         | Защитник     |
| Андрей Кузнецов      | Защитник     |
| Дмитрий Баранов      | Защитник     |
| Егор Дарковский      | Полузащитник |
| Никита Свиридов      | Полузащитник |
| Максим Суворов       | Полузащитник |
| Никита Новецкий      | Полузащитник |
| Никита Шубин         | Полузащитник |
| Андрей Веденеев      | Полузащитник |
| Никита Готманов      | Полузащитник |
| Александр Чудаков    | Полузащитник |
| Владимир Копотев     | Полузащитник |
| Александр Поляков    | Полузащитник |
| Денис Петров         | Полузащитник |
| Владимир Дружков     | Полузащитник |
| Сергей Ган           | Нападающий   |
| Виталий Денисов      | Нападающий   |
| Александр Вагин      | Нападающий   |
| Сергей Борисов       | Нападающий   |
| Дмитрий Шляхов       | Нападающий   |
| Павел Анисимов       | Нападающий   |
| Антон Бушманов       | Нападающий   |
| Матвей Глот          | Нападающий   |
| Никита Веденеев      | Нападающий   |
| Сергей Таранов       | Нападающий   |

Главный тренер — Владимир Загуменный